# Associazione Calcio Femminile Torino 2006-2007
Questa voce raccoglie le informazioni riguardanti l'Associazione Calcio Femminile Torino nelle competizioni ufficiali della stagione 2006-2007.

## Organigramma societario
Tratto dal sito Football.it.
Area amministrativa
- Presidente: Cosimo Bersano
- Segretario Generale: Antonella Bianco

Area tecnica
- Allenatore: Giancarlo Padovan
- Collaboratore Tecnico: Roberto Sfriso
- Preparatore Portieri: Carmelo Roselli
- Preparatore Atletico: David Chiodo

## Rosa
Rosa e ruoli tratti dal sito Football.it.
| N. |                   | Ruolo | Calciatrice               |
| -- | ----------------- | ----- | ------------------------- |
|    | Italia (bandiera) | P     | Rita Carmela Caravilla    |
|    | Italia (bandiera) | P     | Chiara Serafino           |
|    | Italia (bandiera) | P     | Cristina Turano           |
|    | Italia (bandiera) | D     | Manuela Bosi              |
|    | Italia (bandiera) | D     | Chiara Cacciatori         |
|    | Italia (bandiera) | D     | Veronica Cantoro          |
|    | Italia (bandiera) | D     | Francesca Coluccio        |
|    | Italia (bandiera) | D     | Cristina Gangheri         |
|    | Italia (bandiera) | D     | Maria Rosaria Iannuzzelli |
|    | Italia (bandiera) | D     | Raffaella Manieri         |
|    | Italia (bandiera) | D     | Chiara Nicola             |

| N. |                   | Ruolo | Calciatrice          |
| -- | ----------------- | ----- | -------------------- |
|    | Italia (bandiera) | C     | Grazia Cancelliere   |
|    | Italia (bandiera) | C     | Marta Carissimi      |
|    | Italia (bandiera) | C     | Serena Giuliano      |
|    | Spagna (bandiera) | C     | Núria Guardia Pulido |
|    | Italia (bandiera) | C     | Elisa Miniati        |
|    | Italia (bandiera) | C     | Silvia Pisano        |
|    | Italia (bandiera) | C     | Tatiana Zorri        |
|    | Italia (bandiera) | A     | Maura Bruno          |
|    | Italia (bandiera) | A     | Silvia Fuselli       |
|    | Italia (bandiera) | A     | Pamela Gueli         |
|    | Italia (bandiera) | A     | Maria Ilaria Pasqui  |

## Calciomercato

### Sessione estiva
| Acquisti | Acquisti       | Acquisti    | Acquisti   |
| R.       | Nome           | da          | Modalità   |
| -------- | -------------- | ----------- | ---------- |
| D        | Manuela Bosi   | Alessandria | definitivo |
| A        | Silvia Fuselli | Agliana     | definitivo |

| Cessioni | Cessioni             | Cessioni         | Cessioni   |
| R.       | Nome                 | a                | Modalità   |
| -------- | -------------------- | ---------------- | ---------- |
| D        | Filomena De Vincenzo | Bardolino Verona | definitivo |
| A        | Patrizia Panico      | Bardolino Verona | definitivo |

## Risultati

### Serie A

#### Girone di andata
| Arbitro: | Michele Tussi (Cremona) |

|  |           |                                              |
|  | Marcatori | 46’ Pasqui 48’ Zorri 83’ Cantoro 92’ Fuselli |

| Arbitro: | Antonio Azzinnaro (Genova) |

|                        |           |           |
| Fuselli 51’ Pasqui 77’ | Marcatori | 11’ Croce |

| Arbitro: | Daniele Martinelli (Roma 2) |

|  |           |                        |
|  | Marcatori | 82’ Fuselli 93’ Pasqui |

| Arbitro: | Fabio Coppola (Pinerolo) |

|                                        |           |           |
| Pasqui 20’ Gangheri 25’ Zorri 30’, 65’ | Marcatori | 76’ Conti |

| Arbitro: | Matteo Milani (Verona) |

|             |           |  |
| Paliotti 5’ | Marcatori |  |

| Arbitro: | Michele Borella (???) |

|                  |           |          |
| Cantoro 58’, 77’ | Marcatori | 55’ Boni |

| Arbitro: | Pasquale Di Meo (Foggia) |

|                       |           |                     |
| Vicchiarello 49’, 74’ | Marcatori | 23’ Gueli 41’ Zorri |

| Arbitro: | Giorgio Gelosa (Seregno) |

|                                              |           |                  |
| Zorri 32’ Cantoro 69’ Bruno 84’ Gangheri 89’ | Marcatori | 29’, 39’ Brumana |

| Arbitro: | Diego Ricaldoni (Mantova) |

|                                            |           |  |
| Manieri 24’ Bruno 26’ Pasqui 51’ Gueli 72’ | Marcatori |  |

| Arbitro: | Filippo Barigazzi (Parma) |

|                                                |           |  |
| Panico 26’ Boni 36’ Gabbiadini 37’ Riboldi 63’ | Marcatori |  |

| Arbitro: | Antonio Azzinnaro (Genova) |

|                 |           |  |
| Pasqui 20’, 58’ | Marcatori |  |

#### Girone di ritorno
| Arbitro: | Antonio Azzinnaro (Genova) |

|              |           |                  |
| Gangheri 72’ | Marcatori | 87’ (rig.) Serra |

| Arbitro: | Andrea Riccardi (Novara) |

|                                |           |                        |
| Croce 23’ Celentano 63’ (rig.) | Marcatori | 45’ Fuselli 53’ Pasqui |

| Arbitro: | Emiliano Franco (Milano) |

|                                    |           |  |
| Pasqui 38’, 39’ Fuselli 85’ (rig.) | Marcatori |  |

| Arbitro: | Mauro Gabbrielli (Oristano) |

|                                 |           |                                        |
| Tona 11’, 14’ Pintus 30’ (rig.) | Marcatori | 7’ Fuselli 50’ Pasqui 77’ (rig.) Zorri |

| Arbitro: | Davide Prestia (Genova) |

|  |           |           |
|  | Marcatori | 6’ Ramera |

| Arbitro: | Christian Marzadro (Rovereto) |

|  |           |                            |
|  | Marcatori | 15’ Fuselli 38’, 55’ Zorri |

| Arbitro: | Davide Prestia (Genova) |

|                                                  |           |                  |
| Pasqui 4’, 87’ Miniati 54’ Fuselli 74’, 79’, 83’ | Marcatori | 50’ Vicchiarello |

| Arbitro: | Tommaso Battaglia (Padova) |

|           |           |                                                                  |
| Mauro 36’ | Marcatori | 42’ Fuselli 58’, 68’, 76’ Pasqui 85’ (aut.) Martinelli 88’ Bruno |

| Arbitro: | Luigi Rossi (Foligno) |

|                            |           |                                      |
| Guagni 30’ Patu 78’ (rig.) | Marcatori | 33’ Zorri 44’, 71’ Gueli 59’ Fuselli |

| Arbitro: | Nicolò Maria Pagliano (Milano) |

|                         |           |                         |
| Fuselli 52’ Manieri 69’ | Marcatori | 49’ Boni 56’ Gabbiadini |

| Arbitro: | Simone Grega (Legnano) |

|                                |           |           |
| Mangili 44’, 87’ Bonometti 70’ | Marcatori | 5’ Pasqui |

### Coppa Italia

#### Primo turno
Primo turno Serie A e Serie A2, Girone 1
| 10 settembre 2006 | Alessandria | 0 – 5 | Torino |  |

| Torino 16 settembre 2006 | Torino | 3 – 0 | Sampierdarenese Serra Riccò | Stadio Primo Nebiolo |

| 1º ottobre 2006 | Riozzese | 2 – 6 | Torino |  |

| Torino 28 ottobre 2006 | Torino | 4 – 1 | ACF Milan | Stadio Primo Nebiolo |

#### Secondo turno
Secondo turno Serie A e Serie A2
| Arbitro: | Davide Fiori (Novi Ligure) |

|            |           |  |
| Pasqui 31’ | Marcatori |  |

| Monza 28 febbraio 2007 Ritorno | Fiammamonza | 0 – 2 | Torino | Stadio Gino Alfonso Sada |

#### Quarti di finale
| Genova 25 aprile 2007 Andata | Multedo 1930 | 0 – 4 | Torino |  |

| Torino 6 maggio 2007 Ritorno | Torino | 6 – 1 | Multedo 1930 | Stadio Primo Nebiolo |

#### Semifinali
| Arbitro: | Briganti (Milano) |

|                                 |           |  |
| Zorri 17’ Gueli 28’ Fuselli 92’ | Marcatori |  |

| Arbitro: | Antonio Quitadamo (Modena) |

|           |           |                                             |
| Baldi 83’ | Marcatori | 10’ Gueli 27’, 46’, 51’ Pasqui 67’ Bonansea |

#### Finale
| Arbitro: | John Michael Minghini (Ferrara) |

|                                           |           |                 |
| Panico 31’ Boni 56’ (rig.) Gabbiadini 59’ | Marcatori | 8’ (rig.) Zorri |

| Arbitro: | Antonio Genova (Bologna) |

|                                           |                      |                                      |
| Zorri 9’ (rig.) Fuselli 45’, 72’          | Marcatori            | 73’ Gabbiadini                       |
| Iannuzzelli Guardia Zorri Fuselli Manieri | Tiri di rigore 2 – 3 | Boni Panico Gabbiadini Motta Tuttino |

## Statistiche

### Statistiche di squadra
| Competizione | Punti | In casa | In casa | In casa | In casa | In casa | In casa | In trasferta | In trasferta | In trasferta | In trasferta | In trasferta | In trasferta | Totale | Totale | Totale | Totale | Totale | Totale | DR  |
| Competizione | Punti | G       | V       | N       | P       | Gf      | Gs      | G            | V            | N            | P            | Gf           | Gs           | G      | V      | N      | P      | Gf     | Gs     | DR  |
| ------------ | ----- | ------- | ------- | ------- | ------- | ------- | ------- | ------------ | ------------ | ------------ | ------------ | ------------ | ------------ | ------ | ------ | ------ | ------ | ------ | ------ | --- |
| Serie A      | 44    | 11      | 8       | 2       | 1       | 30      | 10      | 11           | 5            | 3            | 3            | 27           | 18           | 22     | 13     | 5      | 4      | 57     | 28     | +29 |
| Coppa Italia | -     | 6       | 6       | 0       | 0       | 20      | 3       | 6            | 5            | 0            | 1            | 23           | 6            | 10     | 9      | 0      | 1      | 43     | 9      | +34 |
| Totale       | -     | 17      | 14      | 2       | 1       | 50      | 13      | 17           | 10           | 3            | 4            | 50           | 24           | 32     | 22     | 5      | 5      | 100    | 37     | +63 |

### Statistiche delle giocatrici
| Giocatore         | Serie A  | Serie A | Serie A     | Serie A    | Coppa Italia | Coppa Italia | Coppa Italia | Coppa Italia | Totale   | Totale | Totale      | Totale     |
| Giocatore         | Presenze | Reti    | Ammonizioni | Espulsioni | Presenze     | Reti         | Ammonizioni  | Espulsioni   | Presenze | Reti   | Ammonizioni | Espulsioni |
| ----------------- | -------- | ------- | ----------- | ---------- | ------------ | ------------ | ------------ | ------------ | -------- | ------ | ----------- | ---------- |
| M. Bosi           | 15       | 0       | 1           | 0          | ?            | ?            | ?            | ?            | 15+      | 0+     | 1+          | 0+         |
| M. Bruno          | 16       | 3       | 1           | 0          | ?            | ?            | ?            | ?            | 16+      | 3+     | 1+          | 0+         |
| C. Cacciatori     | 21       | 0       | 1           | 0          | ?            | ?            | ?            | ?            | 21+      | 0+     | 1+          | 0+         |
| G. Cancelliere    | 12       | 0       | 0           | 0          | ?            | ?            | ?            | ?            | 12+      | 0+     | 0+          | 0+         |
| V. Cantoro        | 21       | 4       | 0           | 0          | ?            | ?            | ?            | ?            | 21+      | 4+     | 0+          | 0+         |
| R. C. Caravilla   | 19       | -22     | 0           | 0          | ?            | ?            | ?            | ?            | 19+      | -22+   | 0+          | 0+         |
| M. Carissimi      | 10       | 0       | 3           | 0          | ?            | ?            | ?            | ?            | 10+      | 0+     | 3+          | 0+         |
| F. Coluccio       | 1        | 0       | 0           | 0          | ?            | ?            | ?            | ?            | 1+       | 0+     | 0+          | 0+         |
| S. Fuselli        | 16       | 13      | 1           | 0          | ?            | ?            | ?            | ?            | 16+      | 13+    | 1+          | 0+         |
| C. Gangheri       | 19       | 3       | 1           | 0          | ?            | ?            | ?            | ?            | 19+      | 3+     | 1+          | 0+         |
| S. Giuliano       | 3        | 0       | 0           | 0          | ?            | ?            | ?            | ?            | 3+       | 0+     | 0+          | 0+         |
| N. Guardia Pulido | 17       | 0       | 0           | 1          | ?            | ?            | ?            | ?            | 17+      | 0+     | 0+          | 1+         |
| P. Gueli          | 19       | 4       | 0           | 0          | ?            | ?            | ?            | ?            | 19+      | 4+     | 0+          | 0+         |
| M. R. Iannuzzelli | 20       | 0       | 4           | 0          | ?            | ?            | ?            | ?            | 20+      | 0+     | 4+          | 0+         |
| M. Manieri        | 19       | 2       | 1           | 0          | ?            | ?            | ?            | ?            | 19+      | 2+     | 1+          | 0+         |
| E. Miniati        | 19       | 1       | 2           | 0          | ?            | ?            | ?            | ?            | 19+      | 1+     | 2+          | 0+         |
| C. Nicola         | 1        | 0       | 0           | 0          | ?            | ?            | ?            | ?            | 1+       | 0+     | 0+          | 0+         |
| M. I. Pasqui      | 22       | 17      | 1           | 0          | ?            | ?            | ?            | ?            | 22+      | 17+    | 1+          | 0+         |
| S. Pisano         | 6        | 0       | 1           | 0          | ?            | ?            | ?            | ?            | 6+       | 0+     | 1+          | 0+         |
| C. Serafino       | 4        | -4      | 0           | 0          | ?            | ?            | ?            | ?            | 4+       | -4+    | 0+          | 0+         |
| C. Turano         | 1        | -2      | 0           | 0          | ?            | ?            | ?            | ?            | 1+       | -2+    | 0+          | 0+         |
| T. Zorri          | 20       | 9       | 2           | 1          | ?            | ?            | ?            | ?            | 20+      | 9+     | 2+          | 1+         |